# 窒化カリウム
窒化カリウム（Potassium nitride）は、不安定な化合物である。19世紀に何件かの誤った合成の報告があったが、1894年までに存在しないことが推定された。
しかし、2004年にこの化合物の合成が報告された。リン化リチウム構造がより安定であるものの、233 K以下では逆ヨウ化チタン構造を持つことが観察された。この温度以上では、直方晶の相に遷移する。この化合物は、金属カリウムと液体窒素を真空下、77 Kで反応させることで合成される。
6K + N2 → 2K3N